# Incredible Expanding Mindfuck
Incredible Expanding Mindfuck, aussi connu sous le sigle I.E.M., est un groupe de rock britannique. Il est formé par Steven Wilson, leader du groupe britannique Porcupine Tree ; son travail au sein de ce projet étant principalement influencé par le Krautrock ainsi que la musique expérimentale des années 1960 et 1970.

## Biographie
I.E.M. est rarement évoqué en profondeur par Steven Wilson lors d'interviews, et les pochettes d'album ne fournissent que peu d'informations. Le nom Incredible Expanding Mindfuck proviendrait d'anciennes productions de Porcupine Tree, dans lequel le projet serait mentionné.
I.E.M. est en partie la suite d'un travail commencé dans le cadre de Porcupine Tree, avant que le groupe ne prenne une direction plus ancrée dans le rock « grand public » à travers l'album Stupid Dream, en 1999. Steven cite en outre des artistes de Cosmic Jazz comme Sun Ra lorsqu'il s'agit de justifier des sources d'inspirations.
Le travail sur I.E.M. est plus expérimental en nature que celui sur Porcupine Tree, et est, contrairement à d'autres projets du leader, quasiment entièrement instrumental. La quasi-totalité des instruments enregistrés dans le cadre des productions du projet est l'œuvre de Wilson, on compte toutefois la participation d'un ancien batteur du groupe Bark Psychosis, Mark Simnett. La première production d'I.E.M. est un album au nom éponyme, sur le même label que Porcupine Tree, Delerium Records, en 1996. Il est suivi d'un single en édition limitée An escalator to Christmas. D'autres sorties suivent dans un contexte toujours aussi intimiste.
La plus récente sortie du projet - si l'on occulte la rétrospective sortie en 2005, I.E.M. 1996-1999 incluant quelques titres inédits, ainsi que l'édition de la discographie complète en 2010 - a lieu en 2001, à travers l'album I.E.M. Have Come for Your Children. Au fil du temps, le projet prit de moins en moins d'importance face aux autres projets parallèles de son leader, préférant se concentrer sur Porcupine Tree, Blackfield, Bass Communion, No-Man, ou encore plus récemment son groupe solo. Le premier album solo de l'auteur, Insurgentes, contient d'ailleurs quelques pistes explorées dans le cadre du projet I.E.M.
Une boîte contenant les 4 premiers albums fut publiée en juin 2010, sur le label ToneFloat records. Tirée à seulement 2000 exemplaires, elle se décrit comme "à la fois un hommage et un dernier adieu au projet". En janvier 2014 toutefois est annoncée la ré-édition de ce coffret.

## Discographie
- 1996 : I.E.M.
- 1999 : An Escalator to Christmas
- 2001 : Arcadia Son
- 2001 : I.E.M. Have Come for Your Children
- 2005 : I.E.M. 1996-1999
- 2010 : Complete I.E.M.
- 2014 : I.E.M. Complete (4 CD box set)[4]